# Unka (rod zrikavaca)
Unka, rod zrikavaca (Gryllidae), red Orthoptera; obuhvaća dvije vrste Unka boreena (Otte & Alexander, 1983) i Unka tribulatio (Gorochov, 2008) koje pripadaju potporodici Podoscirtinae, plemenu Aphonoidini. Rasprostranjen je u australskom području, Queensland.
Rod Unka uveli su Otte & Alexander, 1983.

## Vanjske poveznice
- Unka boreena - Shielded Bush Cricket
- species Unka tribulatio Gorochov, 2008